# Élections cantonales françaises de 1958
Des élections cantonales se sont déroulées en France les 20 et 27 avril 1958.

## Résultats
Dans un contexte de crise gouvernementale, liée aux troubles algériens, ces élections confirment la chute du Parti communiste français depuis l'insurrection hongroise de 1956. Les radicaux (depuis l'échec du mendésisme) et les gaullistes perdent des suffrages. La victoire revient principalement au Mouvement républicain populaire.

### Chiffres
| Partis politiques ou coalitions | Partis politiques ou coalitions                       | Premier tour | Premier tour | Premier tour | Second tour | Second tour | Second tour | Total | +/- |
| Partis politiques ou coalitions | Partis politiques ou coalitions                       | Voix         | %            | Sièges       | Voix        | %           | Sièges      | Total | +/- |
| ------------------------------- | ----------------------------------------------------- | ------------ | ------------ | ------------ | ----------- | ----------- | ----------- | ----- | --- |
|                                 | Modérés - CNIP (Mod et Ind.)                          | 1 802 691    | 23,49        |              |             |             |             | 522   | +13 |
|                                 | Parti communiste français (PCF)                       | 1 316 701    | 22,39        |              |             |             |             | 50    | -31 |
|                                 | Section française de l'Internationale ouvrière (SFIO) | 1 355 705    | 17,67        |              |             |             |             | 267   | +3  |
|                                 | Rassemblement des gauches républicaines (RGR)         | 1 172 968    | 15,29        |              |             |             |             | 387   | -13 |
|                                 | Mouvement républicain populaire (MRP)                 | 813 699      | 10,60        |              |             |             |             | 147   | +27 |
|                                 | Républicains sociaux (Rép. Soc)                       | 272 534      | 3,55         |              |             |             |             | 60    | -18 |
|                                 | Divers gauche (DVG)                                   | 214 637      | 2,80         |              |             |             |             | 74    | +12 |
|                                 | Union et fraternité française (UFF)                   | 168 636      | 2,20         |              |             |             |             | 3     | +3  |
|                                 | Extrême gauche                                        | 84 512       | 1,10         |              |             |             |             | 7     | +7  |
|                                 | Divers                                                | 40 725       | 0,53         |              |             |             |             | 6     | +5  |
|                                 | Extrême droite                                        | 29 138       | 0,38         |              |             |             |             | 3     | -2  |
|                                 |                                                       |              |              |              |             |             |             |       |     |
| Inscrits                        | Inscrits                                              | 10 830 431   | 100          |              |             |             |             |       |     |
| Votants                         |                                                       |              |              |              |             |             |             |       |     |
| Exprimés                        | Exprimés                                              | 7 672 986    | 70,85        |              |             |             |             |       |     |

| Tendances                   | 1958 | 1958  | 1958   |
| Tendances                   | Élus | Gains | Pertes |
| --------------------------- | ---- | ----- | ------ |
| Extrême gauche              | 7    | + 7   |        |
| Communistes                 | 50   |       | - 31   |
| SFIO                        | 267  | + 3   |        |
| Radicaux                    | 387  |       | - 13   |
| Divers ou centre gauche     | 74   | + 12  |        |
| MRP                         | 147  | + 27  |        |
| Républicains sociaux        | 60   |       | - 18   |
| Indépendants et modérés     | 522  | + 13  |        |
| Extrême droite, poujadistes | 6    | + 1   |        |
| Divers, puis Action locale  | 6    | + 5   |        |
|                             |      |       |        |
| Total                       | 1526 |       |        |